# Cratere Hannah
Hannah  è un cratere sulla superficie di Venere.